# 褡裢坡站
褡裢坡站是一个位于中国北京市朝阳区三间房地区与平房地区交界朝阳北路，属于北京地铁6号线的地铁车站。该站已于2011年9月7日封顶。已于2012年12月30日投入使用。

## 位置
褡裢坡站位于东五环外，朝阳北路（东西向）和定福庄路（南北向）交汇处，呈东西向布置。

## 结构

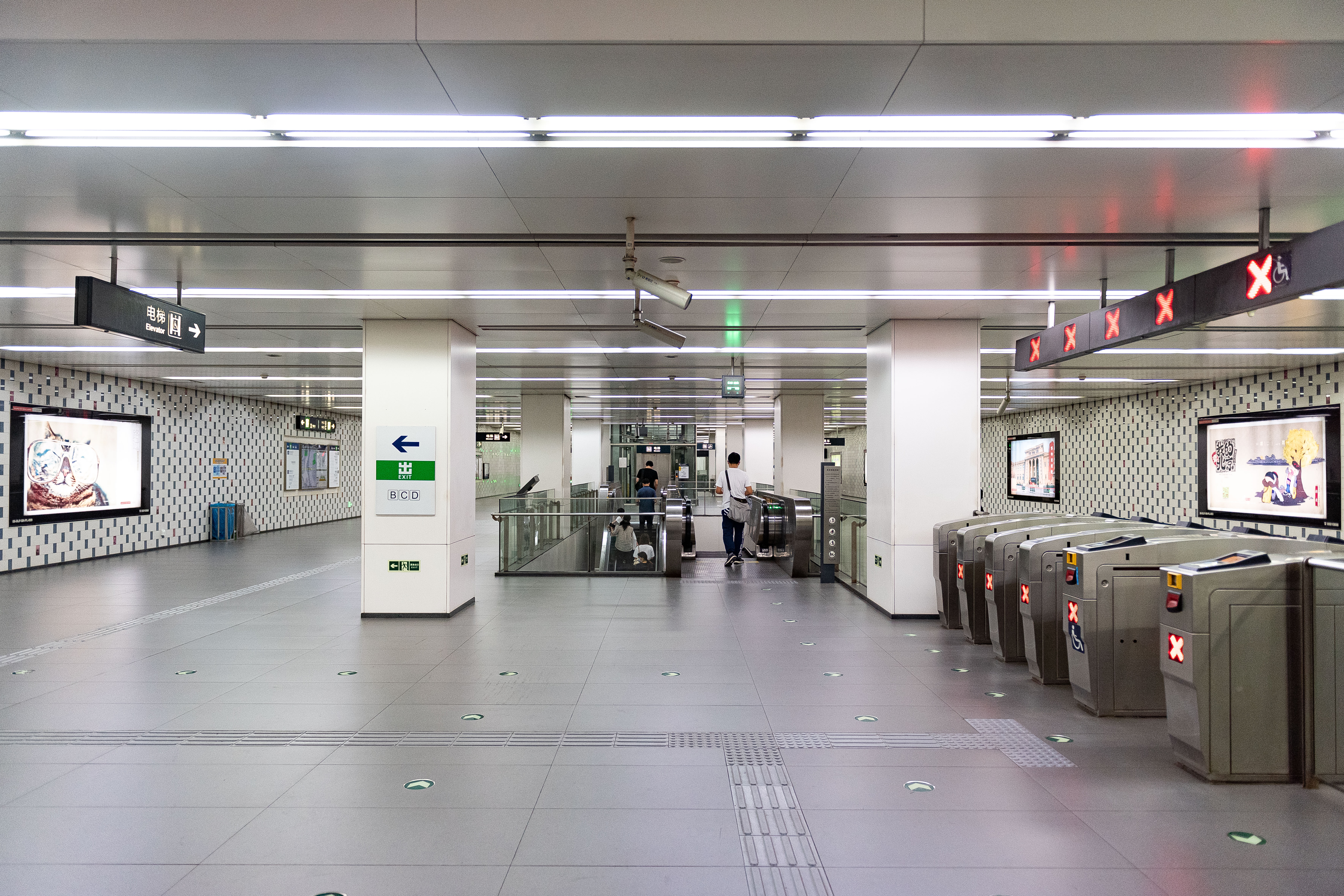
站厅（2021年6月摄）

褡裢坡站为地下二层双柱车站，岛式站台设计。车站工程全长358.3米。设有4个出入口。
| 地面层          | 街道                  | B—D出入口                        |
| 地下一层 站厅层 | 站厅                  | 客务中心、自动售票机、进出站闸机 |
| 地下二层 站台层 |                       | █ 6号线往金安桥（青年路）        |
| 地下二层 站台层 | 岛式站台，左側開门    |                                  |
| 地下二层 站台层 | █ 6号线往潞城（黄渠） |                                  |

## 出入口
|                       |                    |                  |      |            |  |
| 编号                  | 指示               | 建议前往的目的地 | 图片 | 无障碍设施 |  |
| 出口 · B · 升降机标志 | 朝阳北路，定福庄路 |                  |      |            |  |
| 出口 · C              | 朝阳北路，定福庄路 |                  |      | 不適用     |  |
| 出口 · D · 升降机标志 | 朝阳北路，定福庄路 |                  |      |            |  |
| 註： 設有             |                    |                  |      |            |  |

## 接驳交通
车站外将设置一个公交场站，但截至2021年仍然只有公交中途站。